# مرواربافی
مرواربافی یکی از رشته‌های صنایع دستی و از انواع سبدبافی است که طی سالیان اخیر در گیلان رواج یافته‌است. مروار یک نوع چوب ترکه است که در منطقه سولقان در اطراف تهران کاشته می‌شود و از آن انواع و اقسام سبد در اندازه‌های مختلف، جامیوه‌ای، جانانی، جا لیوانی و … می‌بافند. از نظر شکل و ظاهر به محصولات بامبوبافی بسیار شبیه است. در حال حاضر شهرستان آستانه اشرفیه استان گیلان، یکی از مراکز تولیدکننده محصولات مرواربافی می‌باشد.
مرکز اصلی فعالیت دست‌اندرکاران این صنعت اطراف آستانه اشرفیه و به‌ویژه روستای کورکا، می‌باشد و به‌طور پراکنده در مناطق دیگر استان گیلان از جمله اطراف بندرکیاشهر و در صیقلان بازار جمعه نیز دیده می‌شود. مروار یک نوع چوب ترکه ای است که از اطراف تهران، کرج، سولقان، بهارِ همدان، ملایر و مراغه تهیه می‌شود.
سبد گردکوچک و بزرگ ـ سبد بیضی کوچک و بزرگ ـ سبد قایقی کوچک و بزرگ ـ کاسه در اندازه‌های مختلف ـ سبد کشکولی ـ سبد جای میوه ـ سبد پنجره ای ـ ساک پیک نیک ـ سبد دو طبقه سبد سه طبقه ازجمله محصولات مرواربافان گیلان است.